# Marsh & McLennan Companies
Marsh & McLennan Companies, Inc. (com o nome fantasia de Marsh McLennan) é uma empresa global de serviços profissionais, sediada em Nova York, com negócios em corretagem de seguros, gerenciamento de risco, serviços de resseguro, gerenciamento de talentos, consultoria de investimentos e consultoria de gerenciamento.
A Marsh & McLennan Companies ficou em 29º lugar no Bloomberg Businessweek 50 de 2012, o ranking anual da revista das 50 melhores empresas do S&P 500.
A empresa foi criada em 1905 e é considerado o maior corretor de seguros do mundo (2015) por receita.

## História
Burroughs, Marsh & McLennan foi formado por Henry W. Marsh e Donald R. McLennan em Chicago em 1905. Foi renomeado como Marsh & McLennan em 1906.
A empresa de resseguros Guy Carpenter & Company é adquirida em 1923 um ano após a sua fundação por Guy Carpenter. Em 1975, adquiriu a consultoria de recursos humanos Mercer. Em 1997, comprou Johnson & Higgins, pouco depois, comprou Sedgwick. Em 2003, comprou o negócio de consultoria Oliver, Wyman & Company e fundiu-os com alguns dos negócios de consultoria de aquisições anteriores, particularmente o negócio Mercer sob a marca de Oliver Wyman.
Em agosto de 2007, a Marsh concluiu a venda da sua divisão Putnam Investments à Great-West Lifeco Inc., uma holding de serviços financeiros controlada pela Power Financial Corp., com sede no Canadá, depois de liquidar as taxas de market timing.
Na época dos ataques de 11 de setembro nos Estados Unidos em 2001, a corporação mantinha escritórios em oito andares da Torre Norte do World Trade Center, do 93º ao 100º. Quando o voo 11 da American Airlines se chocou no edifício, seus escritórios fizeram parte da zona de impacto inteira (exceto os escritórios do 100º), dos assoalhos do 93º ao 99º. Todos os presentes nos escritórios no momento do ataque morreram, e a empresa perdeu 295 empregados e 63 contratados.

## Segmentos Operacionais e Subsidiárias
A Marsh & McLennan Companies é composta por dois segmentos principais de negócios: Serviços de Risco e Seguros e Consultoria. O segmento de Serviços de Risco e Seguros inclui Marsh e Guy Carpenter. O segmento de consultoria inclui Mercer e Oliver Wyman.
- Marsh, que fornece serviços de corretagem de seguros e consultoria em gestão de risco;

- Guy Carpenter, intermediário de risco e resseguro;
- Mercer, oferecendo serviços de consultoria em saúde, aposentadoria, talentos e investimentos;
- Oliver Wyman Group, uma coleção de empresas de consultoria de gestão (incluindo Oliver Wyman, anteriormente Mercer Consultoria de Gestão, Mercer Oliver Wyman e Oliver Wyman Delta, bem como Lippincott e NERA Economic Consulting).

## Marsh & McLennan nos noticiários
- Em 11 de outubro de 2001, Marsh estabeleceu uma consultoria de crise especializada em terrorismo, com o Embaixador L. Paul Bremer como Presidente. A Marsh também anunciou uma parceria com o Control Risks Group para fornecer avaliação de risco político.
- Em 8 de julho de 2004, Marsh completou a aquisição da Kroll Inc. Jeffrey W. Greenberg chamou-o um passo estratégico importante. A empresa tinha contratado o especialista em terrorismo John O'Neill, anteriormente do Federal Bureau of Investigation.
- Em 14 de outubro de 2004, o procurador-geral do Estado de Nova York, Eliot Spitzer, anunciou o início de uma ação civil contra Marsh, alegando impropriedade na direção de clientes para seguradoras com quem a empresa mantinha acordos de recompra e Seguradoras. O Procurador-Geral anunciou que dois executivos da AIG se declararam culpados de acusações criminais relacionadas a este curso ilegal de conduta e declarou: "Não há simplesmente nenhum argumento responsável para um sistema que faz sondas, sufoca a concorrência e engana os clientes". O ex-CEO Jeffrey W. Greenberg renunciou várias semanas depois. O processo foi finalmente resolvido fora do tribunal.
- Em 31 de janeiro de 2005, Marsh & Mclennan concordaram em um acordo de US$ 850 milhões para suas práticas de manipulação de licitação.
- Em julho de 2007, a Marsh & McLennan Cos. Inc. foi classificada em primeiro lugar na lista de corretores de seguros mais importantes do mundo.
- Em 14 de setembro de 2007, Brian M. Storms, CEO da divisão de corretagem de seguros da Marsh, renunciou. Como Michael G. Cherkasky explicou sua partida, "agora precisamos de um conjunto diferente de liderança e habilidades operacionais".

## Marsh & McLennan Administradores
- President, CEO: Dan Glaser (desde Jan 1, 2013)
- Chairman: H. Edward Hanway (Chairman não-executivo, desde 2016)